# Equal e.p.
『equal e.p.』（イコール・イーピー）は、日本のロックバンドACIDMANの7枚目のシングル。2004年7月14日発売。

## 概要
- 3枚目のアルバム『equal (ACIDMANのアルバム)』からの先行シングル
- 3回目となるトリプルA面シングル
- なぜか一時期、オリコンでアルバム扱いにされていたことがある。なお、プラネットなどでは最初からシングル扱いだった。
- エンハンスド仕様で「「廻る、巡る、その核へ」short film trailer」「Live report」「Home Page access」などを収録
- 本作からクレジットのメンバー表記が、片仮名から漢字に変更されている。

## 収録曲
1. イコール (5:11)
3rdアルバム『equal (ACIDMANのアルバム)』収録
tvk『Mutoma JAPAN』2004年度9月度オープニング&エンディングテーマ曲
テレビ東京系『JAPAN COUNTDOWN』2004年度10月度オープニングテーマ曲
2. コーダ (4:33)
ロックチューン。「コーダ」とは音楽記号で、楽曲、楽章の終結部として付される部分のこと。
3. talk (inst.) (3:43)
インストゥルメンタルナンバー。PVはないが、『スペースシャワーTV』のCMで「廻る、巡る、その核へ」の一部（一番のサビ）を合成した映像が流されたことがある。

作詞：大木伸夫、作曲：ACIDMAN

## 楽曲の収録アルバム
- equal (#1)
- ACIDMAN THE BEST (#1)
- THIS IS INSTRUMENTAL (#3)